# Johannes Banck
Johannes Banck, född 1571 i Häradshammars församling, Östergötland, död 1 november 1626 i Furingstads församling, Östergötland, var en svensk präst.

## Biografi
Johannes Banck föddes 1571 i Häradshammars socken. Han var son till kyrkoherden Laurentius Laurentii Banck i Häradshammars församling. Banck prästvigdes 1600 till komminister i Vårdsbergs församling och blev 1606 kyrkoherde i Furingstads församling. Han avled 1626 i Furingstads socken och begravdes i Furingstads kyrkas kor.

### Familj
Banck var gift med Brita Jonsdotter (död 1633). De fick tillsammans barnen kollegan Nicolaus Banck vid Västerviks trivialskola, Christina Banck som var gift med kyrkoherden Joannes Stigh i Styrestads församling och kyrkoherden Johannes Rungius i samma församling, en dotter som var gift med kyrkoherden Magnus Nicolai Bringius i Mörlunda församling, Laurentius Banck, Jonas Banck och Birgitta Banck.